# John Chancellor (administrateur britannique)
Pour les articles homonymes, voir Chancellor (homonymie).
John Chancellor (né le 20 octobre 1870 - mort le 31 juillet 1952) était un lieutenant-colonel britannique connu pour avoir été haut commissaire de Palestine mandataire entre 1928 et 1931.

## Biographie

### Haut commissaire de la Palestine

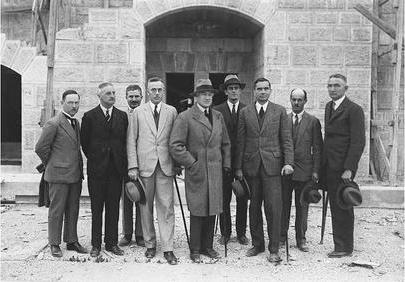
Chancellor en Palestine, 1931.

John Chancellor fut nommé au poste de haut commissaire en 1928. Selon Anita Shapira, son attitude envers les Juifs et le sionisme était plutôt positive mais Evyatar Friesel nuance en estimant que bien qu'il fût admiratif de certains dirigeants sionistes, tel que Pinhas Rutenberg, son attitude envers les Juifs était négative, rappelant par exemple une déclaration où il affirme que « vraiment, les Juifs sont une race ingrate ». Selon Friesel, son attitude vis-à-vis des Arabes était solidaire mais paternaliste. Chancellor écrivit que « [les Arabes] sont comme des enfants et il est très difficile de les aider. ».
John Chancellor était à Londres lors des émeutes de Palestine de 1929.
Il participa à la rédaction du Livre Blanc de 1930 visant à réinterpréter la Déclaration Balfour de 1917 et à remettre en cause l'établissement d'un foyer national juif en Palestine.
En 1931, il est remplacé par Mark Aitchison Young.

## Distinctions
- Ordre de Saint-Michel et Saint-Georges Chevalier Grand-croix (GCMC)
- Ordre royal de Victoria Chevalier Grand-croix (GCVO)
- Ordre de l'Empire britannique à titre civil Chevalier Grand-croix (GBE)
- Ordre du Service distingué